# Нива (часопис, 1865)
«Нива» — науково-літературний часопис, що виходив у Львові з січня по липень 1865 (20 чисел) як своєрідне продовження «Вечорниць» та «Основи» у часи, коли журнал «Мета» припинив друкування художніх творів.
Редагував «Ниву» педагог і журналіст Кость Горбаль, який прагнув об'єднати на сторінках журналу письменників для публікації художньої, публіцистичної і наукової продукції, щоб довести: «Наша мова сама по собі здібна до науки». Тут надруковано твори Тараса Шевченка («А. О. Козачковському», поема «Петрусь»), Марка Вовчка (повість «Інститутка»), О. Стороженка («Стехин ріг», «Історичні спомини столітнього запорожця Микити Коржа»), Ю. Федьковича («Сафат Зінич», «Побратим», «Три як рідні брати», добірка «Буковинські пісні з голосами», одноактна п'єса «Так вам і треба!»), С. Воробкевича (оповідання «Муштрований кінь», поезії «Соловей-чаро-дій», «Пісня буковинська»), П. Свєнціцького (незакінчена повість «Колись було»).
Журнал також друкував переклади М. Старицького з М. Лєрмонтова, І. Крилова, М. Огарьова, поезії Г. Гейне; В. Навроцького — з А. Міцкевича; П. Свєнціцького — з О. Пушкіна та В. Шекспіра, збагачувало духовну скарбницю українського народу й зображальні ресурси його мови.
Широко висвітлювалося театральне життя. Слідом за редакційною статтею «Народний театр» К. Горбаля, в якій розповідалося про заснування в Коломиї першого українського театру, про перші вистави «Наталки-Полтавки» Івана Котляревського та «Марусі» (за Г. Квіткою-Основ'яненком), майже щономера вміщувалися статті й рецензії О. Марковецького, Т. Андрієвича з театральної тематики.
Змістовною була інформація про культурне життя в Україні та Європі, про вихід нових книг. Принципово орієнтуючись на мову Т. Шевченка, журнал не цурався й місцевих говірок.

## Джерело
- Літературознавчий словник-довідник за редакцією Р. Т. Гром'яка, Ю. І. Коваліва, В. І. Теремка. — К.: ВЦ «Академія», 2007